# مرسي الحطاب
مرسي الحطاب ممثل إذاعى وسينمائي وتليفزيوني مصري .

## عن حياته
بدأ مشواره الفنى في الستينيات وهو ممثل إذاعى وسينمائي وتليفزيونى يؤدى أدوارا ثانوية غالبا دور ابن البلد وشيخ الغفر والرجل الشرير وتاجر المخدرات بصوت جهورى مميز. قدم العديد من المسلسلات الإذاعية، حيث كانت له شهرة خاصة في الإذاعة المصرية.

## أعماله

### المسرح
- الزلزال عام 1990

### الإذاعة
- سلسلة (الخطة رقم 13)،
- (جروح عميقة)
- (الأعماق البشرية).
- (سمر عصام)
- (ابتسامة في نهر الدموع) عام 1988.

### السينما
- (هجرة الرسول) 1964
- (العتبة جزاز) 1969 .

### المسلسلات
- (الصقر ) 1979
- (محمد رسول الله) 1979
- (القضاء في الإسلام) 1995
- (الامام أبو حنيفة النعمان) 1997.

### أخرى
كان يصنع الموسيقى في الأعمال الفنية وقدم في ذلك موسيقى تصويرية وألحان لفيلم ( ضد القانون ) ولمسرحية ( المهزلة الأرضية ) ولفيلم (امرأة ورجل).كما ساهم في إعداد موسيقى مسلسل (آواخر الأيام)

## وفاته
توفي في 21 نوفمبر 2014.

## روابط خارجية
- مرسي الحطاب على موقع الدهليز
- مرسي الحطاب على موقع قاعدة بيانات الأفلام العربية